# Tyson Barrie
Pour les articles homonymes, voir Barrie (homonymie).
Tyson Barrie (né le 26 juillet 1991 à Victoria, dans la province de la Colombie-Britannique au Canada) est un joueur professionnel canadien de hockey sur glace. Il évolue au poste de défenseur. Tyson est le fils du joueur de hockey de la LNH, Len Barrie.

## Carrière de joueur
Il commence sa carrière junior en 2006-2007 alors qu'il joue ses premières parties dans la Ligue de hockey de l'Ouest avec les Rockets de Kelowna. Barrie est repêché lors du repêchage de 2009 de la Ligue nationale de hockey par l'Avalanche du Colorado, à la 64e position. Il connait sa meilleure saison en 2009-2010 alors qu'il remporte un trophée et est nommé dans la 1re équipe d'étoiles de la ligue. Le 25 mars 2011, il signe son contrat d'entrée LNH (trois ans) avec l'Avalanche.
Durant la saison 2011-2012, il joue la plupart du temps, avec les Monsters du Lac Érié. Il joue son premier match dans la LNH, le 7 février 2012. Il marque son premier but, le 18 février 2013, face aux Predators de Nashville. Son deuxième but est aussi marqué face aux Predators durant la même saison.
Le 4 septembre 2014, il signe un contrat de deux ans avec l'Avalanche. Après deux saisons avec un total de 102 points en 158 matchs, il signe à nouveau un contrat avec l'Avalanche pour une durée de quatre ans.
Le 1er juillet 2019, il est échangé aux Maple Leafs de Toronto avec Alexander Kerfoot et un choix de 6e ronde en 2020 en retour de l'attaquant Nazem Kadri, du défenseur Calle Rosen et d'un choix de 3e tour en 2020.

## Statistiques

### En club
| Saison     | Équipe                    | Ligue      |     | Saison régulière | Saison régulière | Saison régulière | Saison régulière | Saison régulière |   | Séries éliminatoires | Séries éliminatoires | Séries éliminatoires | Séries éliminatoires | Séries éliminatoires |
| Saison     | Équipe                    | Ligue      | PJ  | B                | A                | Pts              | Pun              | PJ               | B | A                    | Pts                  | Pun                  |                      |                      |
| 2006-2007  | Grizzlies de Juan de Fuca | VIHL       | 72  | 43               | 87               | 130              | -                | -                | - | -                    | -                    | -                    |                      |                      |
| 2006-2007  | Rockets de Kelowna        | LHOu       | 7   | 0                | 3                | 3                | 2                | -                | - | -                    | -                    | -                    |                      |                      |
| 2007-2008  | Rockets de Kelowna        | LHOu       | 64  | 9                | 34               | 43               | 32               | 7                | 1 | 3                    | 4                    | 0                    |                      |                      |
| 2008-2009  | Rockets de Kelowna        | LHOu       | 68  | 12               | 40               | 52               | 31               | 22               | 4 | 14                   | 18                   | 12                   |                      |                      |
| 2009-2010  | Rockets de Kelowna        | LHOu       | 63  | 19               | 53               | 72               | 31               | 12               | 3 | 8                    | 11                   | 6                    |                      |                      |
| 2010-2011  | Rockets de Kelowna        | LHOu       | 54  | 11               | 47               | 58               | 34               | 10               | 2 | 9                    | 11                   | 8                    |                      |                      |
| 2011-2012  | Monsters du lac Érié      | LAH        | 49  | 5                | 27               | 32               | 24               | -                | - | -                    | -                    | -                    |                      |                      |
| 2011-2012  | Avalanche du Colorado     | LNH        | 10  | 0                | 0                | 0                | 0                | -                | - | -                    | -                    | -                    |                      |                      |
| 2012-2013  | Monsters du lac Érié      | LAH        | 38  | 7                | 22               | 29               | 7                | -                | - | -                    | -                    | -                    |                      |                      |
| 2012-2013  | Avalanche du Colorado     | LNH        | 32  | 2                | 11               | 13               | 10               | -                | - | -                    | -                    | -                    |                      |                      |
| 2013-2014  | Monsters du lac Érié      | LAH        | 6   | 0                | 3                | 3                | 0                | -                | - | -                    | -                    | -                    |                      |                      |
| 2013-2014  | Avalanche du Colorado     | LNH        | 64  | 13               | 25               | 38               | 20               | 3                | 0 | 2                    | 2                    | 0                    |                      |                      |
| 2014-2015  | Avalanche du Colorado     | LNH        | 80  | 12               | 41               | 53               | 26               | -                | - | -                    | -                    | -                    |                      |                      |
| 2015-2016  | Avalanche du Colorado     | LNH        | 78  | 13               | 36               | 49               | 31               | -                | - | -                    | -                    | -                    |                      |                      |
| 2016-2017  | Avalanche du Colorado     | LNH        | 74  | 7                | 31               | 38               | 18               | -                | - | -                    | -                    | -                    |                      |                      |
| 2017-2018  | Avalanche du Colorado     | LNH        | 68  | 14               | 43               | 57               | 22               | 6                | 0 | 4                    | 4                    | 2                    |                      |                      |
| 2018-2019  | Avalanche du Colorado     | LNH        | 78  | 14               | 45               | 59               | 36               | 12               | 1 | 7                    | 8                    | 4                    |                      |                      |
| 2019-2020  | Maple Leafs de Toronto    | LNH        | 70  | 5                | 34               | 39               | 16               | 5                | 0 | 0                    | 0                    | 2                    |                      |                      |
| 2020-2021  | Oilers d'Edmonton         | LNH        | 56  | 8                | 40               | 48               | 10               | 4                | 0 | 1                    | 1                    | 0                    |                      |                      |
| 2021-2022  | Oilers d'Edmonton         | LNH        | 73  | 7                | 34               | 41               | 18               | 16               | 1 | 4                    | 5                    | 10                   |                      |                      |
| 2022-2023  | Oilers d'Edmonton         | LNH        | 61  | 10               | 33               | 43               | 26               | -                | - | -                    | -                    | -                    |                      |                      |
| 2022-2023  | Predators de Nashville    | LNH        | 24  | 3                | 9                | 12               | 10               | -                | - | -                    | -                    | -                    |                      |                      |
| 2023-2024  | Predators de Nashville    | LNH        | 41  | 1                | 14               | 15               | 16               | 1                | 0 | 1                    | 1                    | 0                    |                      |                      |
| Totaux LNH | Totaux LNH                | Totaux LNH | 809 | 109              | 396              | 505              | 259              | 47               | 2 | 19                   | 21                   | 18                   |                      |                      |

### En équipe nationale
| Année | Équipe        | Compétition                 |    | PJ | B | A | Pts | Pun               |  | Résultat |
| 2011  | Canada junior | Championnat du monde junior | 7  | 1  | 2 | 3 | 0   | Médaille d'argent |  |          |
| 2015  | Canada        | Championnat du monde        | 10 | 1  | 5 | 6 | 0   | Médaille d'or     |  |          |
| 2017  | Canada        | Championnat du monde        | 3  | 2  | 5 | 7 | 0   | Médaille d'argent |  |          |

## Trophées et honneurs personnels

### Ligue canadienne de hockey
- 2007-2008 : nommé dans l'équipe d'étoiles des recrues
- 2009-2010 : nommé dans la 2e équipe d'étoiles

### Ligue de hockey de l'Ouest
- 2008-2009 : remporte la Coupe Ed Chynoweth avec les Rockets de Kelowna
- 2009-2010 : récipiendaire du Trophée Bill Hunter Memorial
- 2009-2010 : nommé dans la 1re équipe d'étoiles

### Ligue américaine de hockey
- 2011-2012 : participe au Match des étoiles de la LAH